# Neophilaenus
Genre
Neophilaenus est un genre d'insectes de l'ordre des hémiptères (les hémiptères sont caractérisés par leurs deux paires d'ailes dont l'une, en partie cornée, est transformée en hémiélytre), de la famille des Aphrophoridae.

## Liste des espèces
Selon BioLib (22 mars 2018) :
- Neophilaenus albipennis (Fabricius, 1758)
- Neophilaenus angustipennis (Horváth, 1909)
- Neophilaenus campestris (Fallén, 1805)
- Neophilaenus exclamationis (Thunberg, 1784)
- Neophilaenus infumatus (Haupt, 1917)
- Neophilaenus limpidus (Wagner, 1935)
- Neophilaenus lineatus (Linnaeus, 1758)
- Neophilaenus longiceps (Puton, 1895)
- Neophilaenus minor (Kirschbaum, 1868)
- Neophilaenus modestus (Haupt, 1922)
- Neophilaenus pallidus (Haupt, 1917)

Selon ITIS (22 mars 2018) :
- Neophilaenus lineatus (Linnaeus, 1758)